# Marcel Flückiger
Marcel Flückiger (ur. 20 czerwca 1929  – zm. 27 listopada 2010 w Bernie) – piłkarz szwajcarski grający na pozycji obrońcy. W swojej karierze rozegrał 4 mecze w reprezentacji Szwajcarii.

## Kariera klubowa
W swojej karierze piłkarskiej Flückiger występował w klubie BSC Young Boys. W sezonach 1956/1957, 1957/1958, 1958/1959 i 1959/1960 wywalczył z nim cztery tytuły mistrza Szwajcarii. W 1953 i 1958 roku zdobył też Puchar Szwajcarii.

## Kariera reprezentacyjna
W reprezentacji Szwajcarii Flückiger zadebiutował 20 września 1953 roku w przegranym 0:5 meczu Pucharu im. Dr. Gerö z Czechosłowacją, rozegranym w Pradze. W 1954 roku został powołany do kadry na mistrzostwa świata w Szwajcarii. Na nich wystąpił w jednym meczu, z Włochami (2:1). W kadrze narodowej od 1953 do 1959 roku rozegrał 4 mecze.